# Араї Хіроокі
Хіроокі Араї (яп. 荒井 広宙; нар. 18 травня 1988) — японський легкоатлет, що спеціалізується на спортивній ходьбі, бронзовий призер Олімпійських ігор 2016 року.

## Виступи на Олімпіадах
| Олімпіада           | Дисципліна      | Місце |
| ------------------- | --------------- | ----- |
| Ріо-де-Жанейро 2016 | ходьба на 50 км | 3     |